# Zarasai
Zarasai (polnisch Jeziorosy; unter deutscher Besatzung 1939–1945 Ossersee) ist eine Stadt mit etwa 8000 Einwohnern im äußersten Nordosten Litauens und Sitz der gleichnamigen Rajongemeinde sowie in derselben ein städtischer Amtsbezirk.

## Stadt
Die Stadt liegt in einer wald- und seenreichen, hügeligen Landschaft. In unmittelbarer Nachbarschaft befinden sich die Seen Zarasas, Zarasaitis, Baltas und Griežtas. Zarasai wird von der Fernverkehrsstraße A6/E262 von Kaunas nach Daugavpils durchquert.

## Namen
- 1522 Jesiorosy
- 1836 Nowoaleksandrowsk (Новоалександровск)
- 1919 Ežerėnai
- 1929 Zarasai
- 1939–1945 Ossersee

Der Name leitet sich wahrscheinlich von selonisch *Ezerasai, Ezeresamus (vom anliegenden See, Ezerasas) ab zu *ezeras für See (polnisch jesioro See), ebenso Ežerėnai und Zarasai von litauisch ežeras für See.
Der Name Nowoaleksandrowsk bezieht sich auf Alexander II., den späteren russischen Zaren.

## Geschichte

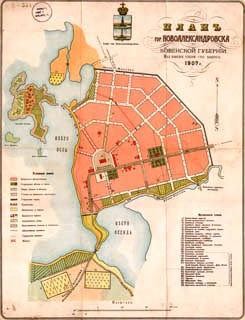
Stadtplan von 1907

Die erste bekannte Erwähnung des Ortes stammt aus dem Jahr 1506 als Jeziorosa. Auf der Insel im See Zarasas existierte wohl bereits in früherer Zeit ein Kloster, das 1520 aufgelöst wurde. Die Kirche der Ansiedlung wurde dann an das Seeufer verlegt.
Im 17. Jahrhundert hatte der Ort etwa 800 Einwohner, fünf Straßen und einen Gasthof. Im Großen Nordischen Krieg und durch die Große Pest, die von 1708 bis 1711 in Zarasai wütete, wurde der Ort annähernd entvölkert. Erst zum Ende des 18. Jahrhunderts lebten Handel und Handwerk wieder auf.
1795 fiel er mit der Dritten Polnischen Teilung an das Russische Zarenreich und hatte zu dieser Zeit etwa 300 Bewohner. Nach erneuten Zerstörungen während des Russland-Feldzugs Napoleons 1812 nahm die Stadt im weiteren 19. Jahrhundert einen starken Aufschwung als Marktort an der Poststraße St. Petersburg – Warschau. Ein treibendes Element war dabei die Zuwanderung von Juden nach Zarasai. 1794 lebte lediglich eine jüdische Familie, die Betreiber des bischöflichen Wirtshauses, in der Stadt. Durch den Zuzug von Juden aus Polen, Russland und auch litauischen Städten wie Trakai wuchs ihre Zahl bis 1837 auf 370, 54 der 94 Häuser des Städtchens bewohnten Juden. Die meisten Juden in Zarasai verdingten sich als Kleinhändler und Wirte, die ärmeren zogen als fahrende Händler über das Land.
1836 wurde die Stadt anlässlich des Besuchs des russischen Zaren Nikolaus I. nach dessen ältestem Sohn Alexander II. in Nowoaleksandrowsk (Новоалександровск) umbenannt, sie behielt diesen Namen bis 1918. Derselbe Nikolaus I. gewährte den Juden 1834 im Russischen Reich Steuernachlässe und Wehrdienstverschonung, wenn sie sich in dünn besiedelten Gegenden ansiedelten. Bis 1903 stieg die jüdische Bevölkerung auf 4.552 Personen, zwei Drittel der Gesamtbevölkerung. Es gab zwei Synagogen, sechs Beträume, zwei Schulen und zwei Badehäuser.
1872 bekam die Stadt Zarasai ihre heutige Gestalt mit einem in Litauen einmaligen, von einem zentralen Platz radial verlaufenden Straßennetz. Die katholische Kirche Mariä Himmelfahrt in Zarasai wurde 1878 erbaut.
Die Stadt erhielt nach dem Ersten Weltkrieg den Namen Ežerėnai, den sie bis 1929 behielt.
Nach dem Befreiungskrieg 1919/20 fand sich Zarasai im äußersten Nordosten des Landes wieder, unweit der wenig durchlässigen Grenzen zu Lettland und Polen. Die gute wirtschaftliche Entwicklung wurde dadurch unterbrochen.
Die deutsche Besetzung im Zweiten Weltkrieg bedeutete das Ende der jüdischen Besiedlung der Stadt, die einen großen Teil der Bevölkerung gestellt hatte. Die deutschen Behörden trieben die Juden der Region zum Forsthaus des Pažemis-Waldes und am 26. August 1941 erschoss nach Angaben im Jäger-Bericht ein Rollkommando des EK. 3 der SS unter der Führung von Obersturmbannführer Joachim Hamann 2.569 Juden aus Zarasai und Umgebung im Wald von Krakynė. Eine andere Quelle spricht sogar von 8.000 Toten.
Nach dem Zweiten Weltkrieg kehrten einige Überlebende zurück, allerdings lebten (auch aufgrund von Emigration nach Israel) 1979 nur noch 23 Juden in Zarasai, 1989 nur noch 14.
2008 war die Stadt Kulturhauptstadt Litauens.

## Rajongemeinde
Die Rajongemeinde Zarasai umfasst die beiden Städte Zarasai und Dusetos (4.367 E.), die 3 Städtchen (miesteliai) Antalieptė, Salakas und Turmantas, sowie 793 Dörfer.

## Wappen
Blasonierung: „In Blau über durch eine silberne Leiste abgeteiltem schwarzen Schildfuß, darin ein linksweisendes silbernes Flammenschwert, schwebend ein silbernes Fabelwesen aus Rehbockrumpf und Fischkörper, darüber eine goldene Scheibe.“
Wappenerklärung: Das Fabelwesen symbolisiert den Wald-, Wild- und Fischreichtum der Umgebung, die Scheibe die Sonne, das Flammenschwert weist auf Schlachten und Rechtsprechung in der Stadtgeschichte hin. Nach Litauens Unabhängigkeit wurde das Wappen am 7. März 1996 offiziell eingeführt.

## Persönlichkeiten
- Jehuda Pen (1852–1937), Maler, Lehrer von Marc Chagall
- Pjotr Nikolajewitsch Wrangel (1878–1928), General der Weißen Armee im Russischen Bürgerkrieg
- Al Jaffee (1921–2023), Zeichner des Mad-Magazins, lebte 1927–33 in Zarasai, dem Heimatort seiner Eltern
- Armanas Abramavičius (* 1962), Strafrechtler
- Klavdija Koženkova (* 1949), Ruderin